# 詹姆斯·拉觉
詹姆斯·拉觉（1866年—1919年），本名吴拉觉，缅甸小说家、政治人物、律师。缅甸现代小说的奠基人，其代表作为《貌迎貌玛梅玛》。

## 生平
1866年，拉觉出生于英属缅甸瑞京，年少失怙，由姨父母抚养长大，并随姨父母皈依基督新教，更名为“詹姆斯·拉觉”。他早年在家乡瑞京求学，后来转往仰光公立英缅文学校就读，同时学习英文及缅甸语，毕业后，他在英军、殖民政府翻译馆任职，担任翻译:22。以后还担任了政府公职，但在37岁因病告退，转而自行经营法律学堂，向民众教授法学，亦担任律师，1904年，他出版小说《貌迎貌玛梅玛》，随即引起其他缅甸作家效法创作:22。晚年，因對缅甸文化传统的尊崇，拉觉重新皈依佛教:104，亦创作了《镇长先生》、《后夫》等小说作品，但已散佚，1919年，拉觉决定续写《貌迎貌玛梅玛》，但未完成即因病逝世:22-23。

## 文学
19世纪中后期的缅甸逐步受到大英帝国的蚕食，西方文学也被英国殖民者引入缅甸，并被翻译成缅文，这些作品的出现，挑战了当地盛行的宫廷文学及佛教文学:107-108。通晓缅、英两种语言，拥有较高教育水平的拉觉亦读过西方文学作品，并参照法国作家大仲马著作《基督山伯爵》的部分章节，创作了《貌迎貌玛梅玛》（မောင်ရင်မောင် မမယ်မ）:104，该作品講述了出身貧寒的青年貌迎貌與富家千金玛梅玛兩人的愛情故事，貌迎貌曾遭人诬陷入狱，後越獄脫逃，靠行医经商谋生，最終亦與玛梅玛成為眷屬:17-22。该作品也被视为拉觉對《基督山伯爵》的再创作，摆脱了宫廷文学封建思想、佛教文学宗教轮回思想的束缚，但小说人物的个性亦与《基督山伯爵》人物的个性迥异，继承了缅甸文化的特点，更加符合缅甸人的阅读品味:104-105。学界普遍视之为缅甸文学史上的第一部白话文小说，在其出版後，不少缅甸作家亦开始效法拉觉创作小说:23-24，他们的创作也带动了缅甸近现代文学的兴起。

## 引用